# カタルーニャ自治州議会
カタルーニャ自治州議会(カタルーニャ語: Parlament de Catalunya, IPA: [pərɫəˈmen də kətəˈɫuɲə])は、スペイン・カタルーニャ州における立法機関である。カタルーニャ州政府首相の選出に責任を持つ。直近のカタルーニャ自治州議会選挙は2021年2月14日に行われた。

## 運営
一院制の議会であり、任期は4年間。任期満了時または解散時に全議席が改選される。カタルーニャ州を構成するバルセロナ県、リェイダ県、タラゴナ県、ジローナ県をそれぞれ1つの選挙区とし、4選挙区に計135議席を有する。カタルーニャ州議会議事堂はカタルーニャ州都バルセロナのシウタデリャ公園に位置する。

## 歴史
20世紀初頭にはカタルーニャ地方の代表者による自治制度を設ける試みが何度かなされた。1914年から1925年のカタルーニャ自治団体連合の時代には、バルセロナ県、ジローナ県、リェイダ県、タラゴナ県の代表者による会議が行われたが、ミゲル・プリモ・デ・リベラによって廃止された。1931年のカタルーニャ共和国の設立宣言が頓挫した後、カタルーニャ自治憲章の下で独自のカタルーニャ議会が創設され、1932年に議員が選出された。1934年から1936年にはカタルーニャ議会自体が開催されず、スペイン内戦中の1938年にはフランシスコ・フランコによって廃止された。1975年にフランコが死去して民政移管期を迎えると、1980年には現在のカタルーニャ州議会が初開催された。

## 役割
- カタルーニャ州政府首相の選出
- 法案の可決
- 予算案の可決
- カタルーニャ州政府・政府機関・公的企業などの行動の監視

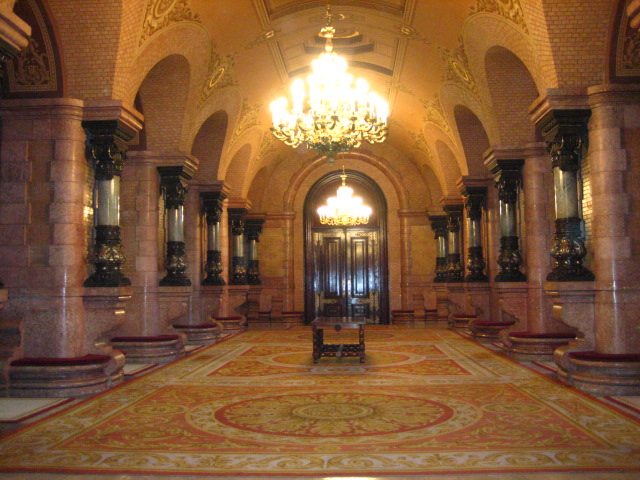
議長執務室に続くサロン

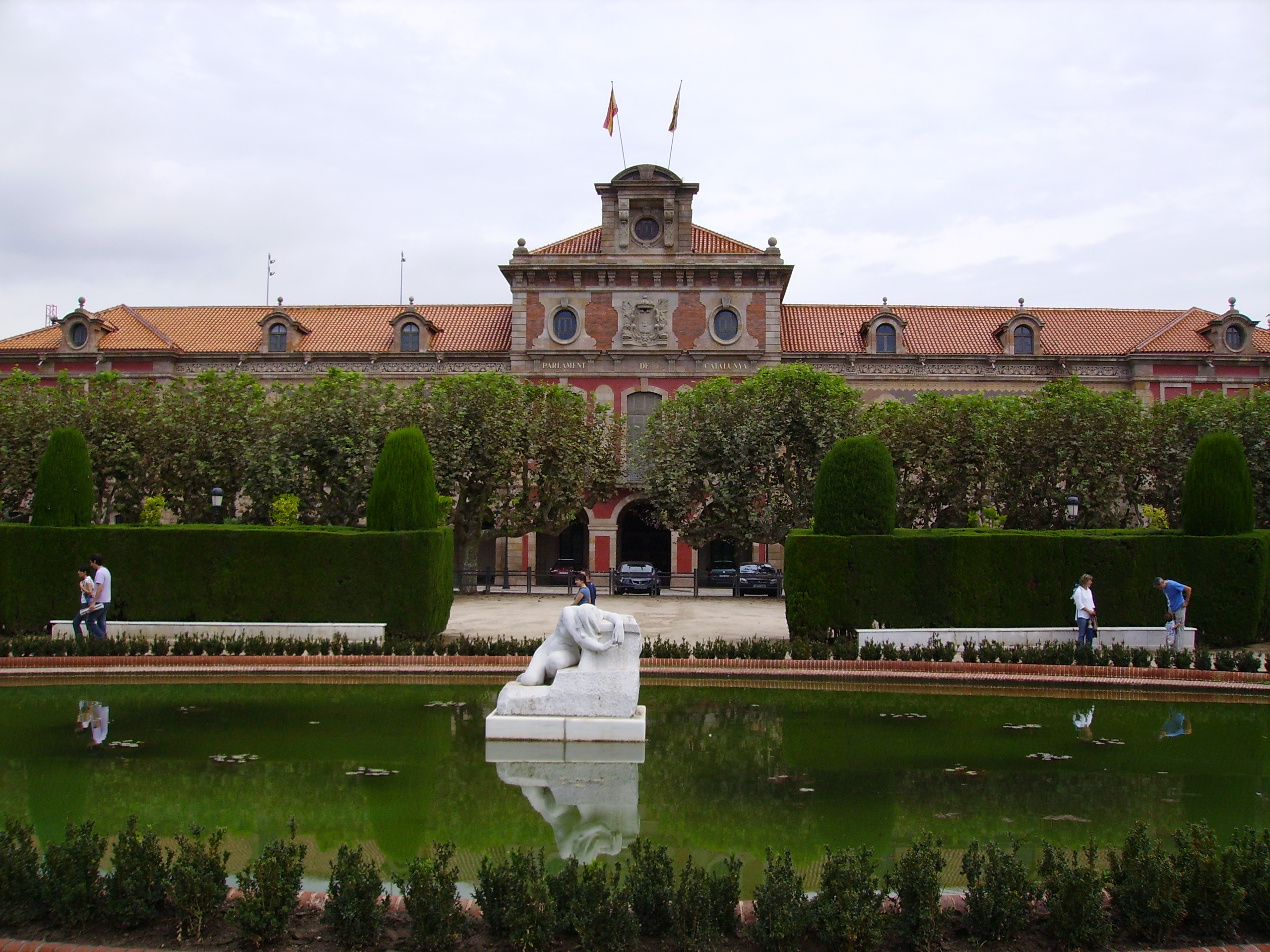
カタルーニャ自治州議会庁舎外観